# نظام السويد للطاقة الشمسية
قالب:Sweden Solar Systemإن النظام الشمسي في السويد هو أكبر نموذج مصغر دائم للنظام الشمسي في العالم. تمثل الشمس إريكسون جلوب في مدينة ستوكهولم، التي تعد أكبر مبنى نصف كروي الشكل في العالم. ويمكن العثور على الكواكب الداخلية أيضا في ستوكهولم ولكن الكواكب الخارجية تقع شمالا في مدن أخرى على طول بحر البلطيق. وقد بدأ استعمال هذا النظام من خلال كل من نيلز برينينغ وغوستا غهام،  وهو بمقياس 1:20 مليون. وهو على نطاق يبلغ 1:20 مليون نسمة.

## النظام

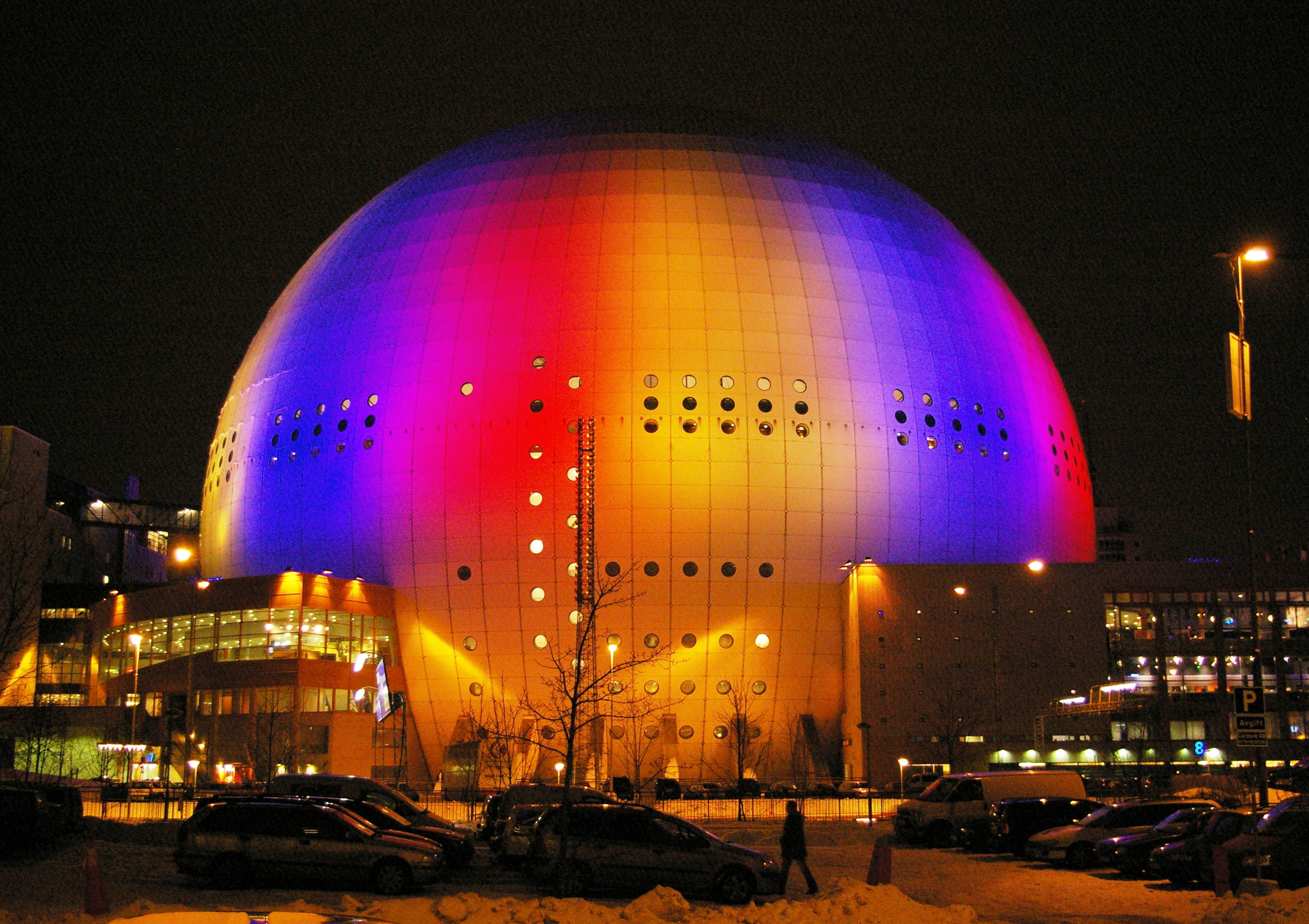
إريكسون غلوب ، التي يمثل الشمس في النظام الشمسي السويدي

تتضمن الأجسام الممثلة في هذا النموذج الشمس والكواكب (وبعض أقمارها) والكواكب القزمة والعديد من أنواع الأجسام الصغيرة (المذنبات والكويكبات ، والجرم الوراء نبتوني، وما إلى ذلك)، بالإضافة إلى بعض المفاهيم المجردة (مثل منطقة صدمة الإنهاء).كما  يمكن زيادة النموذج دائمًا بسبب وجود العديد من الأجسام الصغيرة في النظام الشمسي الحقيقي.
وتمثل الشمس عبر Ericsson Globe (Globen)، ستوكهولم، الذي يعد أكبر مبنى نصف كروي في العالم، يبلغ قطره 110 أمتار. ولاحترام المقياس، يمثل العالم الشمس بما في ذلك الهالة النجمية.

### الكواكب الداخلية
- ميركوري (25 سم) في متحف مدينة ستوكهولم، 2900 م من الكرة الأرضية. تم بناء الكرة المعدنية الصغيرة من قبل الفنان بيتر فارهيلي .
- فينوس (62 سم) في Vetenskapens Hus في KTH (المعهد الملكي للتكنولوجيا) ، 5500 م من الكرة الأرضية. النموذج السابق، الذي صنعه الفنان الأمريكي دانيال أوبيرتي، تم افتتاحه في 8 يونيو 2004 ، أثناء عبور كوكب الزهرة ووضعه في KTH . سقط وتحطم في 11 يونيو 2011. بسبب أعمال البناء في موقع النموذج السابق من فينوس، تمت إزالته واعتبارًا من أكتوبر 2012 لا يمكن رؤيته. النموذج الحالي الآن في Vetenskapens Hus كان موجودًا سابقًا في متحف المرصد في ستوكهولم (مغلق الآن).
- الأرض (65 سم) في المتحف السويدي للتاريخ الطبيعي ( كوزمونوفا ) ، 7600 م من الكرة الأرضية. يتم عرض صور الأقمار الصناعية للأرض بجانب الكرة الأرضية. نموذج مفصل للقمر (18 سم) معروض في جزء آخر من المتحف.
- المريخ (35 سم) في Mörby Centrum ، وهو مركز تسوق في Danderyd ، إحدى ضواحي ستوكهولم. إنه 11.6 كيلومتر من الكرة الأرضية. النموذج، المصنوع من النحاس بواسطة الفنان الفنلندي هيكي هابانين، متصل بواسطة «حبل سري» بلوحة فولاذية على الأرض تحمل صورة الأرض. [3] تتميز الكرة الأرضية أيضًا بعلامات تمثل بعض العناصر الكيميائية النموذجية للمريخ.

### العملاق الغازي أو الكوكب الغازي
- كوكب المشتري (7.3 متر) عند الدوار بالقرب من سكاي سيتي ، في مطار ستوكهولم أرلاندا في بلدية سيغتونا، 40 كيلومتر من الكرة الأرضية. إنه مصنوع كزينة زهور، بأزهار مختلفة تمثل مناطق مختلفة من كوكب الغاز العملاق. هناك خطط لبناء نموذج ثلاثي الأبعاد.
- زحل (6.1 m في القطر) خارج مرصد Anders Celsius القديم، في ما يسمى ميدان Celsius ، في وسط Uppsala ، 73 كيلومتر من الكرة الأرضية. تم افتتاح النموذج خلال السنة الدولية لعلم الفلك ، [4] وهو عبارة عن حصيرة عليها صورة لزحل، لكنه سينمو في النهاية ليتوج قبة فلكية في المدينة. بالإضافة إلى ذلك، ستوفر العديد من المدارس في أوبسالا أقمارًا لكوكب زحل: أولها أنسيلادوس (قطره 2.5) سم) في Kvarngärdesskolan. [5]
- أورانوس (2.6 م) وتم تخريب النموذج الجديد خلف Stora magasinet في Lövstabruk في عام 2012. إنه نموذج خارجي مصنوع من قضبان فولاذية زرقاء. تم تحديد محور دوران الكوكب باللون الأحمر. [6]
- نبتون (2.5 m في القطر) على ضفاف نهر Söderhamnsån في Söderhamn ، وهي بلدة ساحلية ذات تقاليد صيد الأسماك والإبحار (والتي تتعلق بأن نبتون هي إله البحار). العدد 229 كيلومتر من الكرة الأرضية، النموذج مصنوع من الأكريليك، وفي الليل يضيء بضوء أزرق.

### الجرم وراء نبتوني

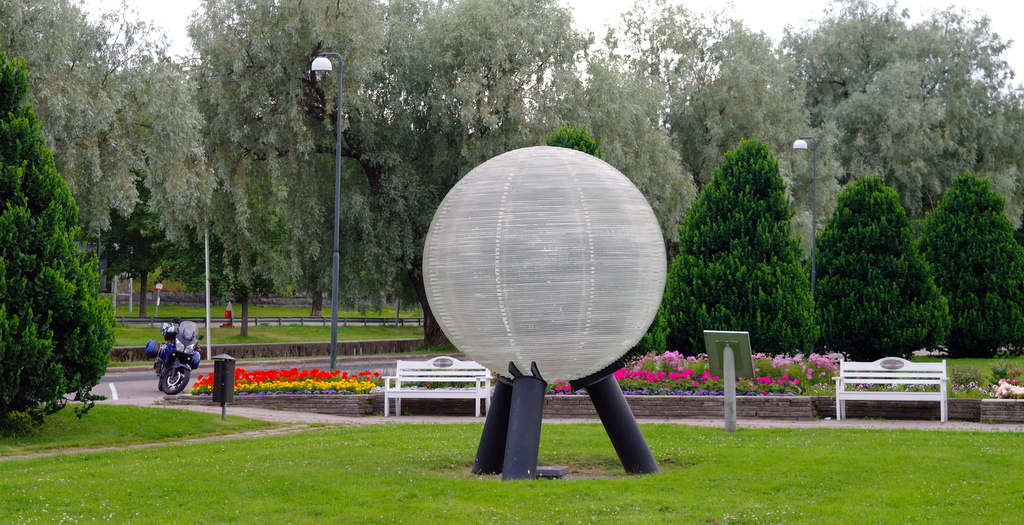
تمثال لنبتون بطول 2.5 متر ، بجانب نهر سودرهامنسون في منطقة سودرهامن

- بلوتو (12 سم) وأكبر قمر لها تشارون بالقرب من جنوب بحيرات ديلين، في ديلسبو، 300 كيلومتر من الكرة الأرضية. يُعتقد أن البحيرات تشكلت نتيجة اصطدام نيزكي 90 منذ مليون سنة. يتم دعم منحوتات الجسمين بواسطة عمودين من الحصى (حيث أن بلوتو هو إله الموت ) ، مكونان من الديلينايت، وهو معدن نادر تشكل في ذلك المكان من تأثير النيزك.
- Ixion (6.5 سم) ، كوكب قزم مرشح، يقع في Technichus ، مركز العلوم في Härnösand ، 360 كيلومتر من الكرة الأرضية. التمثال عبارة عن كرة ممسوكة باليد بذراع. تم اكتشاف هذا البلوتينو من قبل فريق يضم علماء من أوبسالا .
- ايريس (13 سم) يقع في Umestans Företagspark ، Umeå ، 510 كيلومتر من الكرة الأرضية. من صنع تيريزا بيرغ، النموذج الذهبي مستوحى من قصة إريس الأسطورية التي أشعلت شجارًا بين ثلاث آلهة يونانية مع تفاحة ذهبية تحمل نقش καλλίστῃ («إلى الأجمل»).
- سيدنا (10 سم) ، كوكب قزم مرشح آخر، يقع في Teknikens Hus ، مركز العلوم في Luleå ، 912 كيلومتر من الكرة الأرضية.

### الهياكل الأخرى

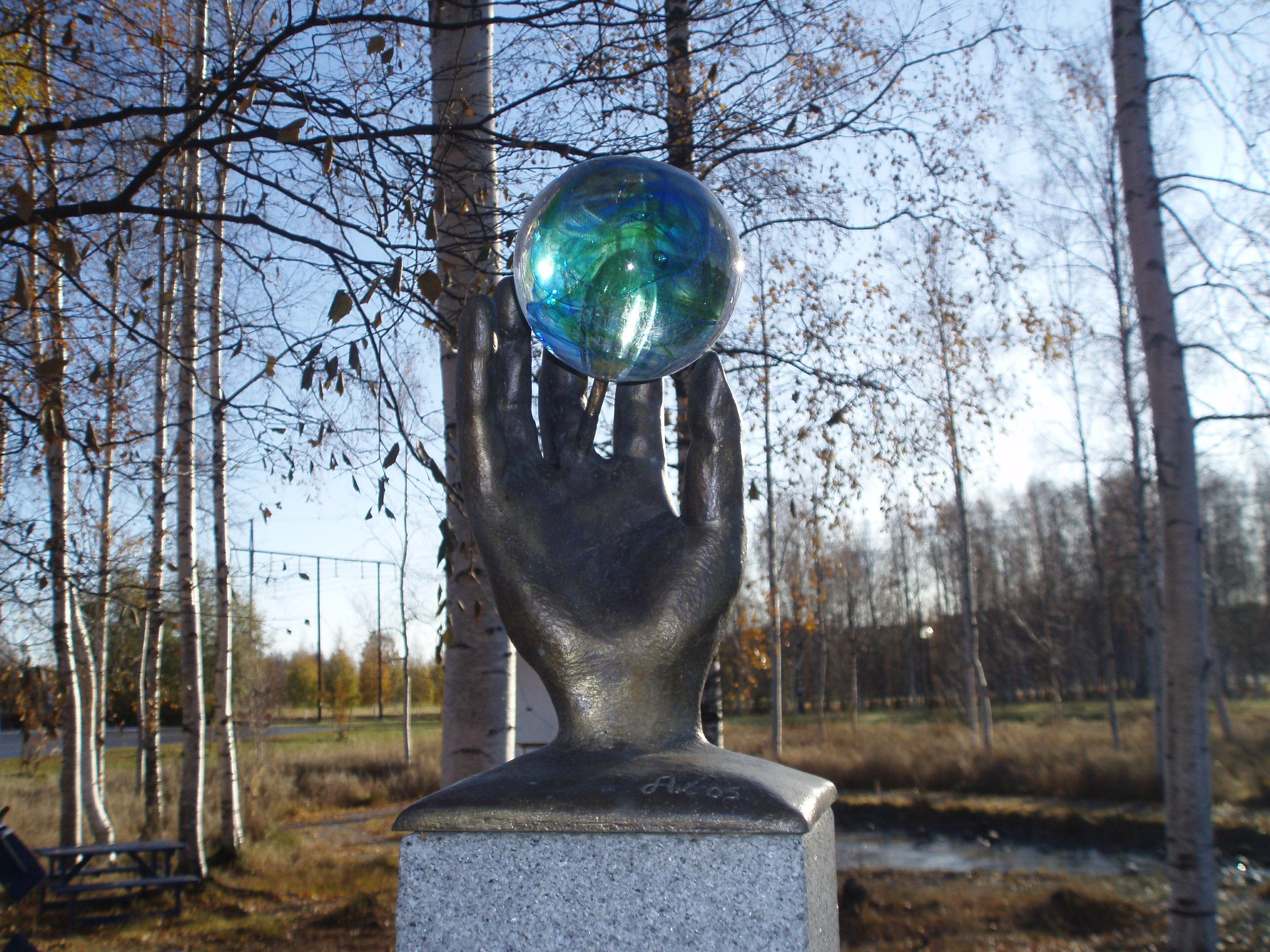
الكوكب القزم المسمى بسيدنا (تيمنً باسم آلهة البحر عند الأينويت، والاسم لا يزال غير رسمي.)

- يقع إيروس الكائن القريب من الأرض في Mörbyskolan ، وهي مدرسة في بلدية دانديريد (حيث يقع كوكب المريخ) ، 11 كيلومتر من الكرة الأرضية. تم إنشاؤه كمشروع لعيد الحب من الذهب ، على غرار إيروس ، إله الحب. الأبعاد 2 × 0.7 × 0.7 ملم (0.98 مم³).
- يقع الكويكب 36614 Saltis في مدرسة Kunskapsskola في Saltsjöbaden ، بالقرب من مرصد ستوكهولم . تم اكتشاف الكويكب بواسطة A.Bandeker في عام 2000 ، باستخدام تلسكوب في المرصد، وسمي الجسم باسم موقع المرصد، Saltsjöbaden.
- يقع الكويكب فيستا في Åva gymnasium ، وهي مدرسة ثانوية عامة في Täby .
- الكويكب Palomar-Leiden (0.2 مم) في حديقة في Alsike ، بلدية Knivsta ، 60 كيلومتر من الكرة الأرضية. إنه ليس منحوتة بل نقطة على خريطة النظام، موضوعة أمام منحوتات إريك ستول الكونية الضخمة.
- يقع المذنب هالي في مركز بالتازار للعلوم في سكوفد . تم افتتاحه في 16 ديسمبر 2009 ، وهناك بالفعل أربعة نماذج للمذنب: ثلاثة منها موضوعة في الهواء الطلق، بناءً على رسومات تلاميذ المدارس، بالإضافة إلى نموذج واحد في الداخل، ويتكون من ليزر يمر عبر كتلة من الزجاج.
- يقع Comet Swift-Tuttle في Kreativum ، وهو مركز علمي في Karlshamn . مدار المذنب هو الأقرب إلى الكرة الأرضية في ستوكهولم الداخلي والأبعد في كارلسهامن، 390 كم.
- تقع صدمة الإنهاء على حافة الغلاف الشمسي : وهي الحدود التي تنتقل فيها الرياح الشمسية إلى سرعة دون سرعة الصوت. لا يمثل أي منحوتات حاليًا صدمة الإنهاء، ولكن يوجد أساس لنحت مستقبلي في معهد فيزياء الفضاء، 950 كيلومتر من الكرة الأرضية، في كيرونا ، فوق الدائرة القطبية الشمالية .

## الصور
gf

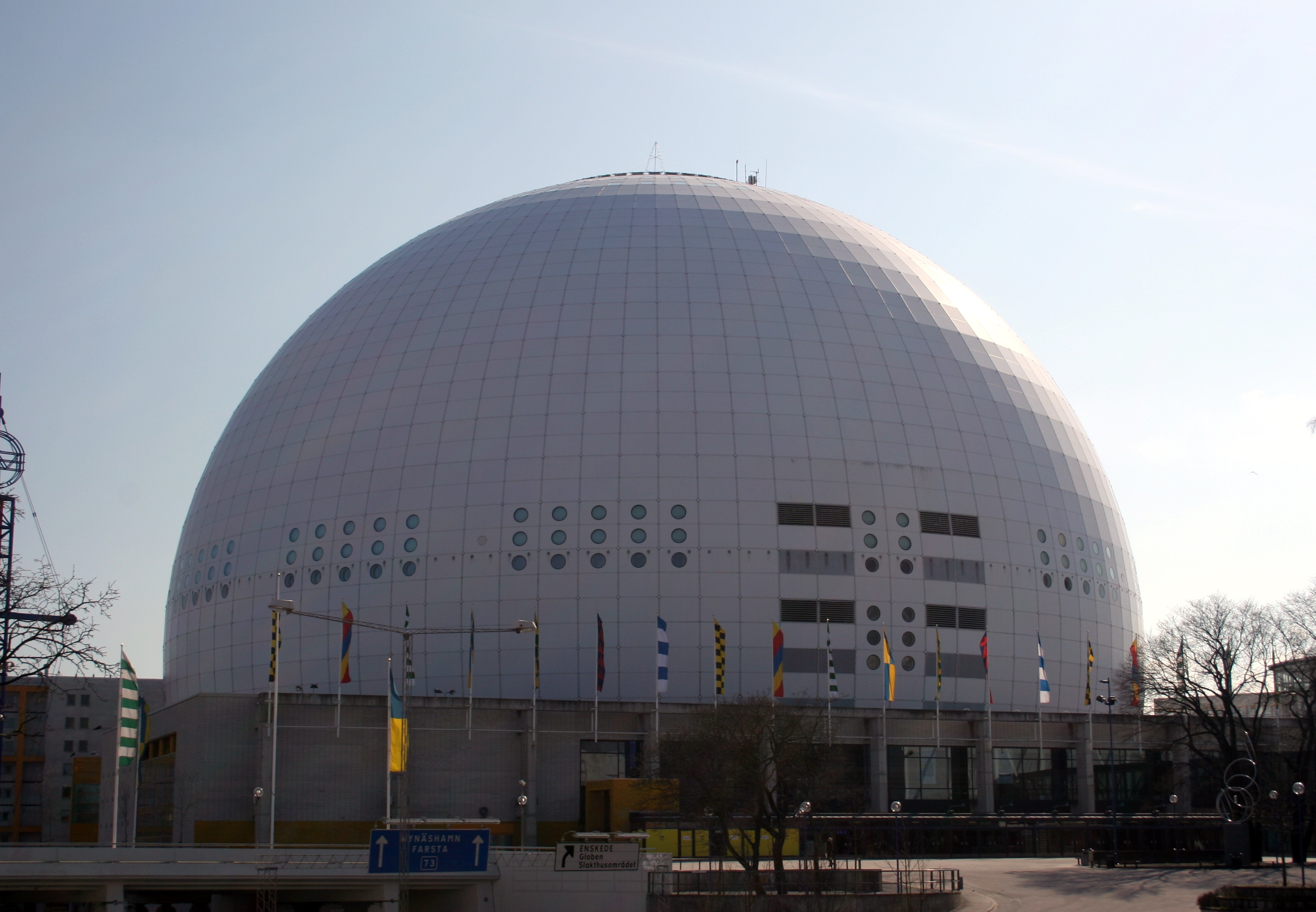
يمثل إريكسون غلوب الشمس. ما تبقى من النظام الشمسي منتشر في ، وشمال ، ستوكهولم.
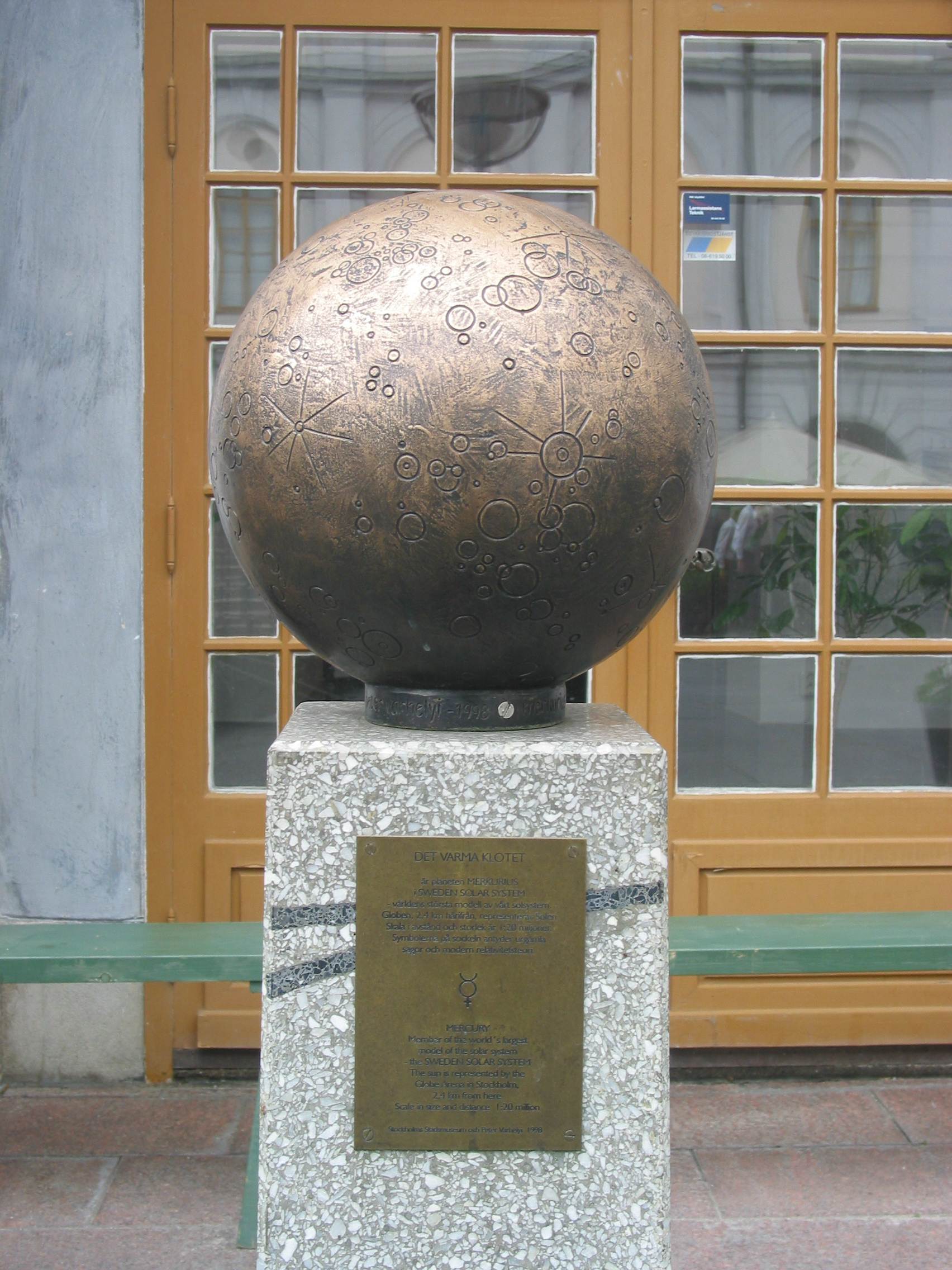
عطارد في ستوكهولم
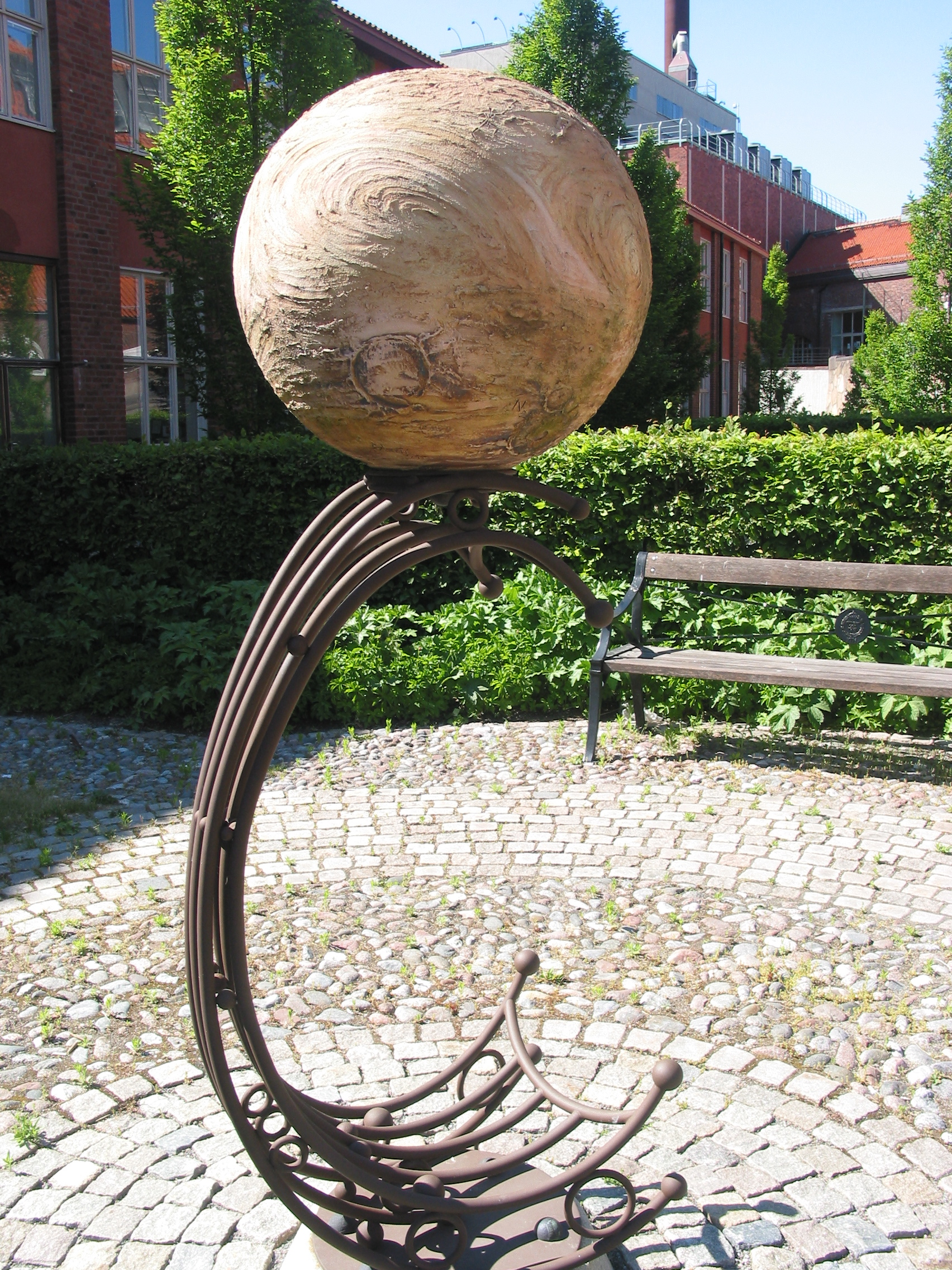
فينوس في ستوكهولم
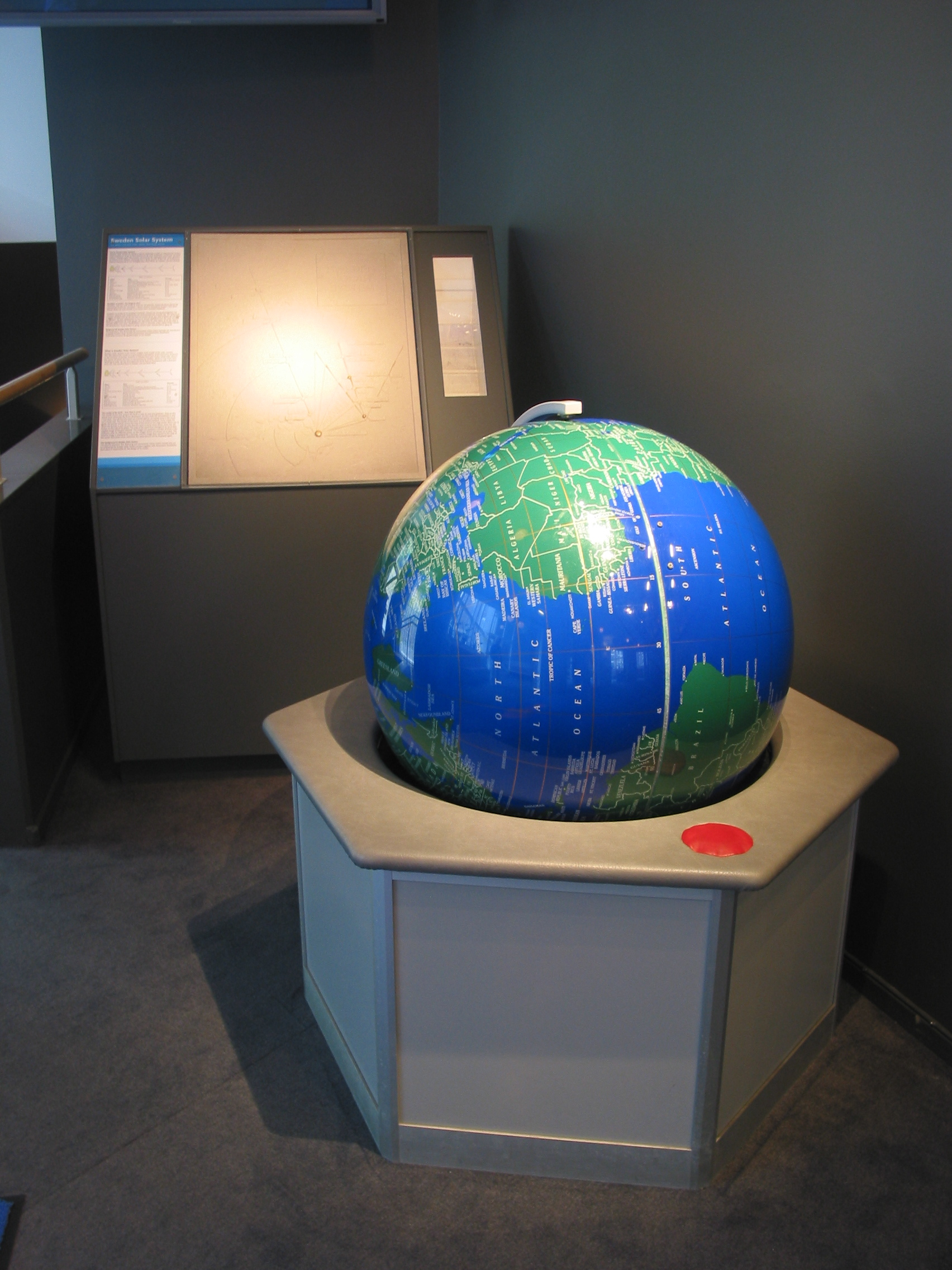
الأرض في ستوكهولم
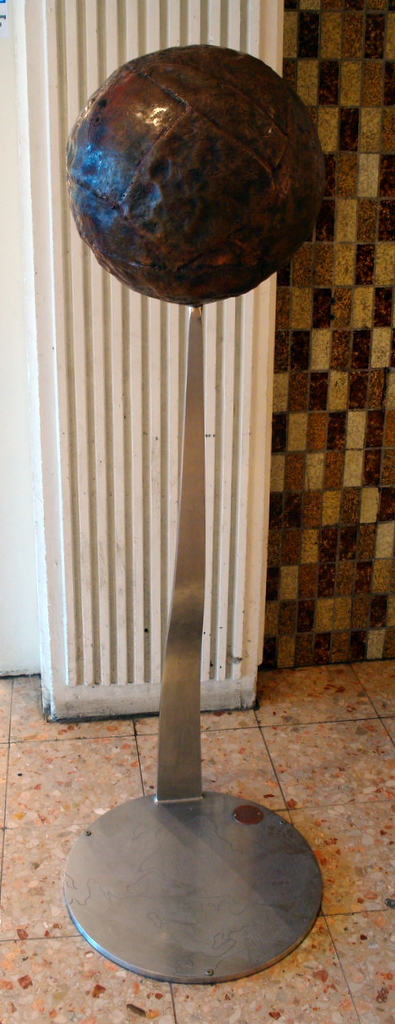
كوكب المريخ في ستوكهولم
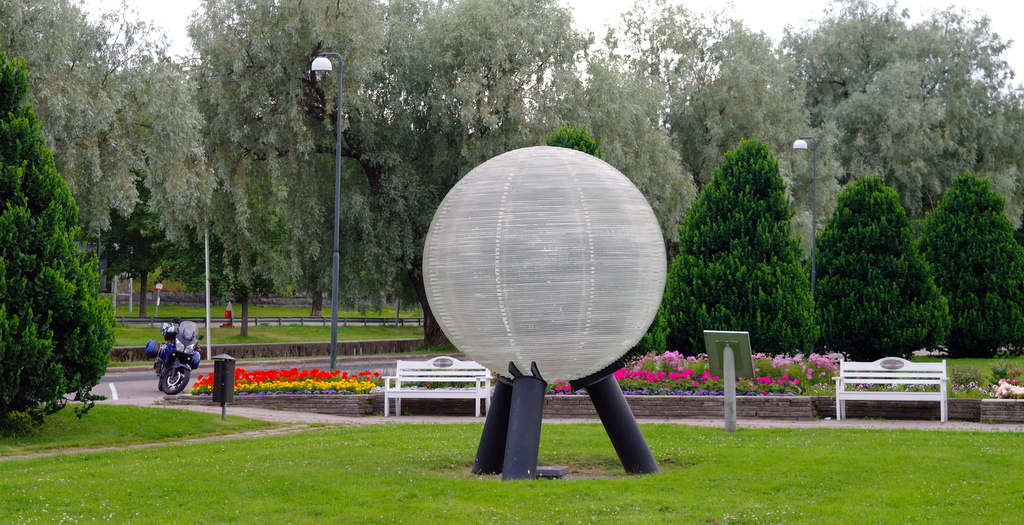
نبتون في سودرهامن
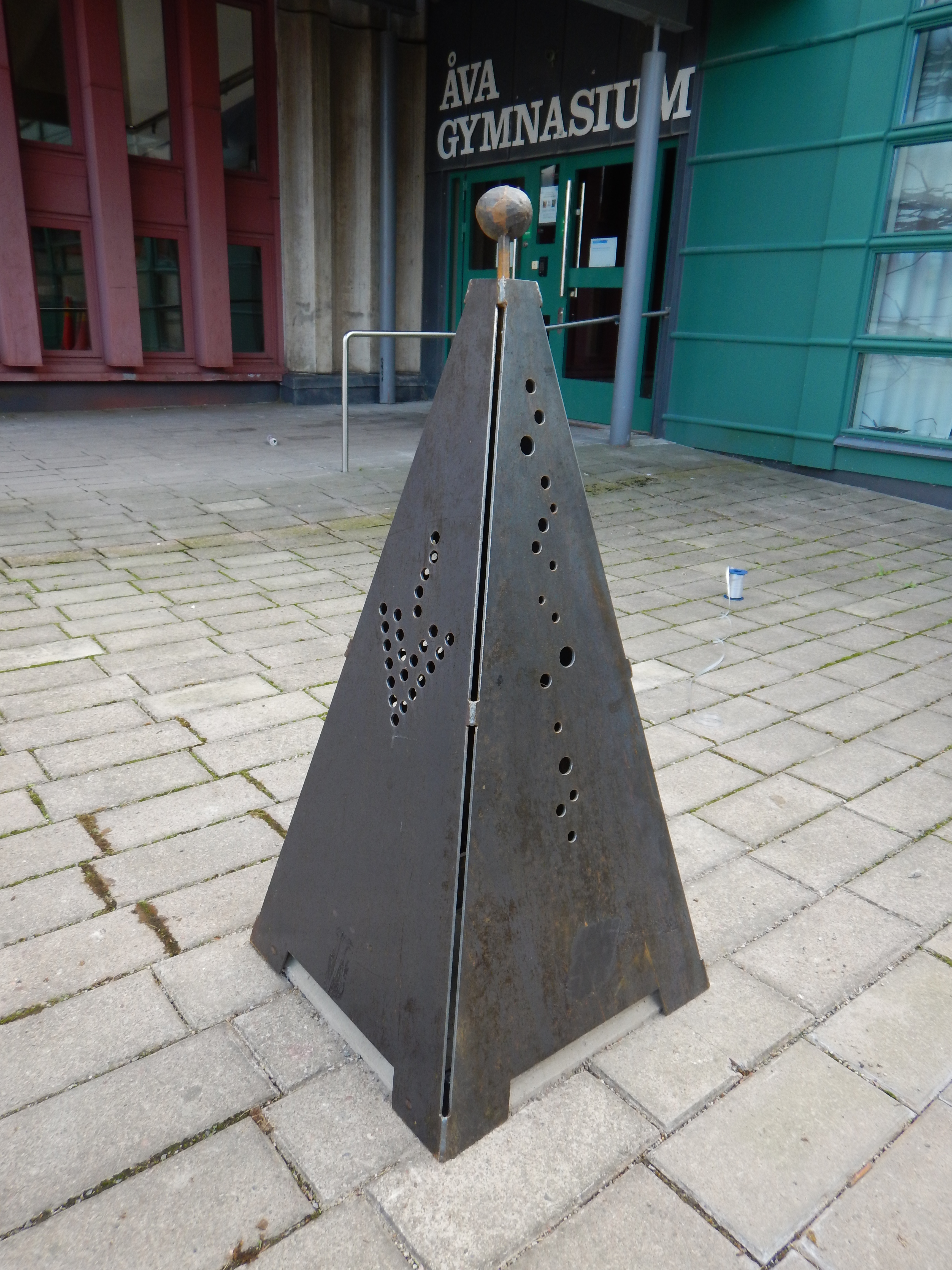
كويكب فيستا في تابي
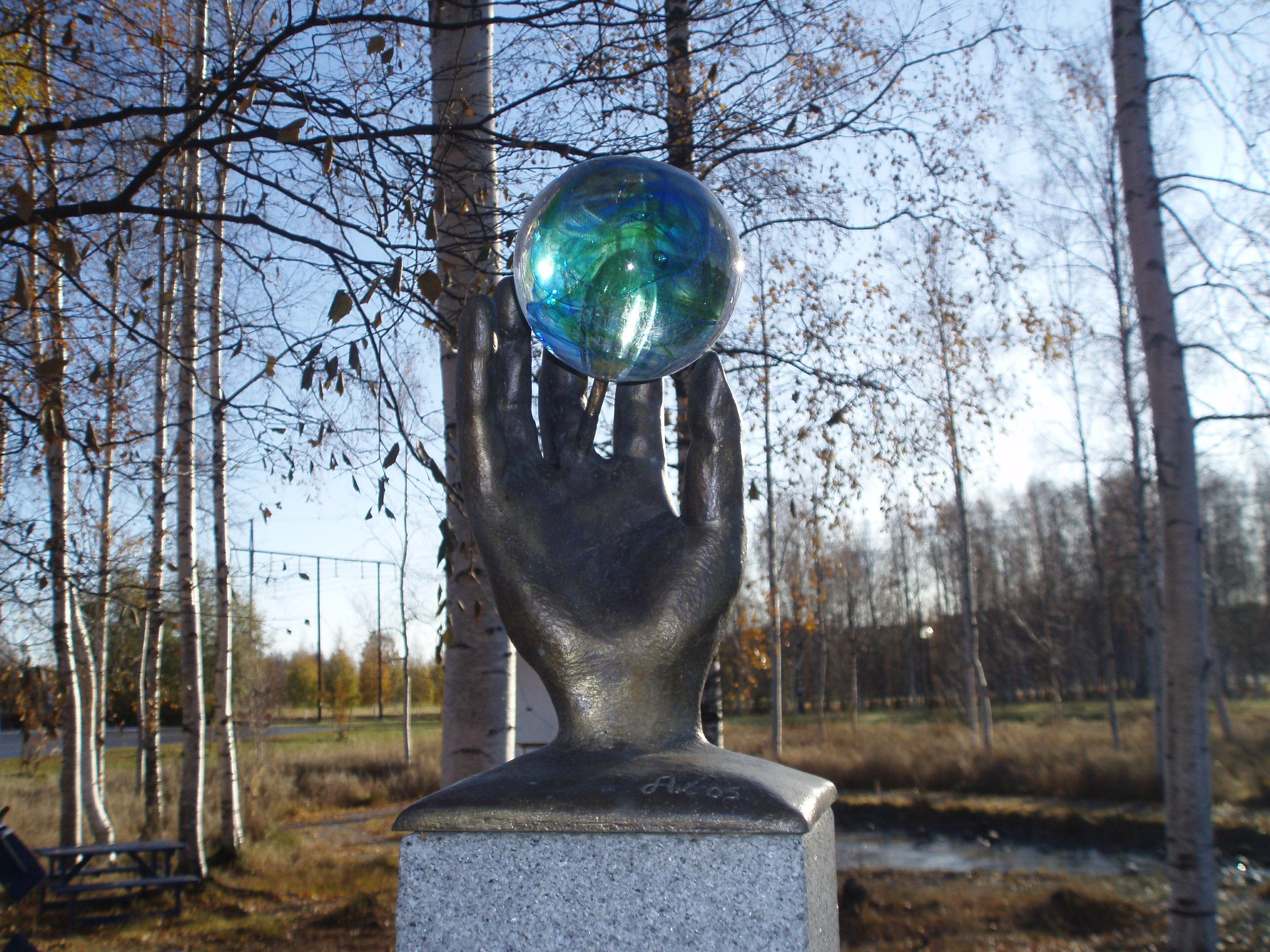
سيدنا في لوليا
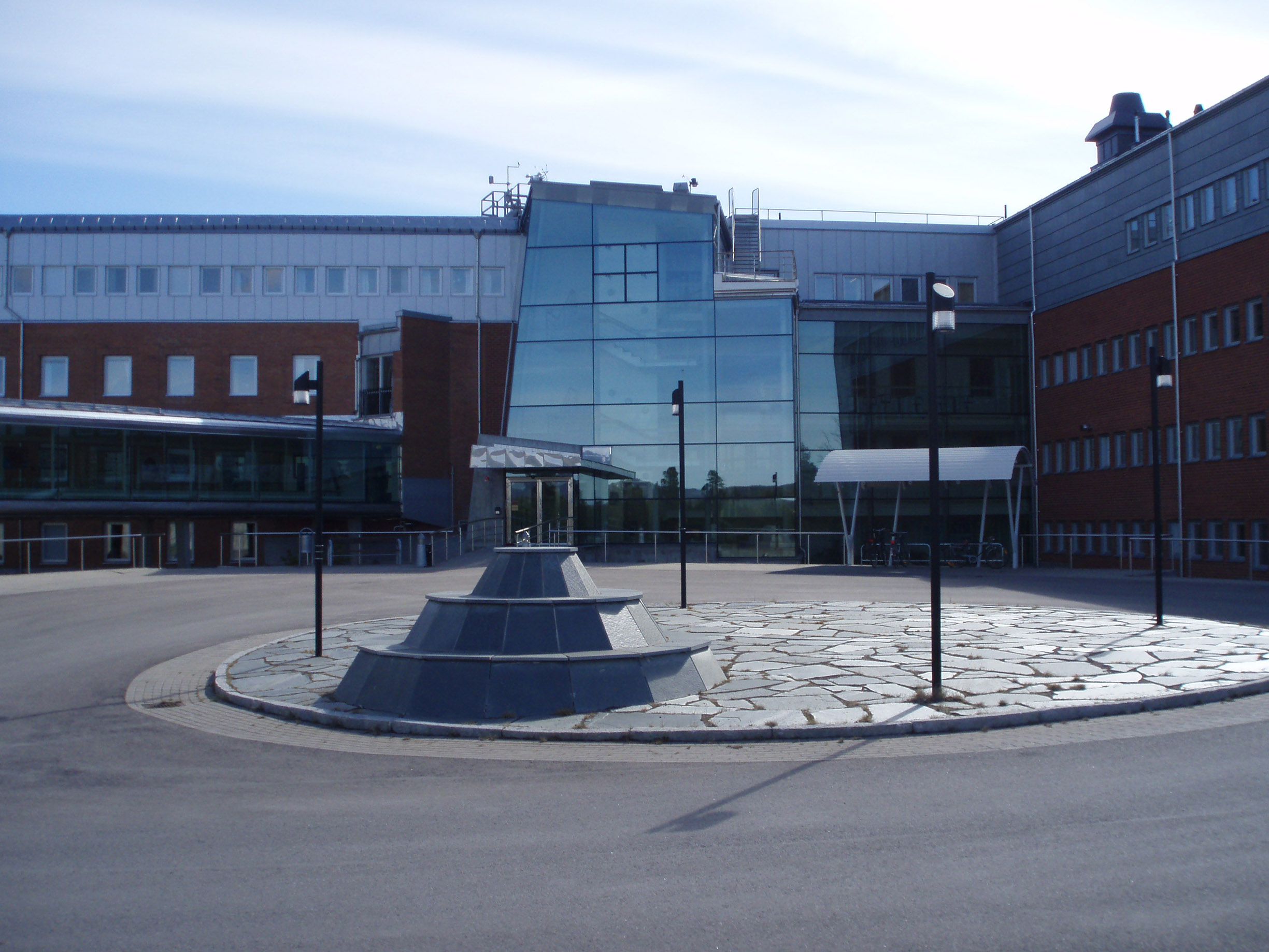
أساس تمثال صدمة الإنهاء أمام المعهد السويدي لفيزياء الفضاء  [لغات أخرى]‏ في كيرونا.

## روابط خارجية
- صفحة ويب السويد للطاقة الشمسية